# آندرانومافانا
آندرانومافانا (به لاتین: Andranomafana) یک منطقهٔ مسکونی در ماداگاسکار است که در آتسیمو-آندرفانا واقع شده‌است. آندرانومافانا ۶٬۰۰۰ نفر جمعیت دارد و ۳۱۹ متر بالاتر از سطح دریا واقع شده‌است.